# Polly Pocket – Apró erő
A Polly Pocket – Apró erő (eredeti cím: Polly Pocket) 2018-ban indult amerikai televíziós 2D-s számítógépes animációs sorozat, amelynek elődje a 2011-es Polly Pocket című animációs tévésorozat. A forgatókönyvet Shea Fontana, Elise Allen, Mark Purdy, Stu Reid, Jacquie Walters és Taylor Cox írták, a sorozatot Jon Izen rendezte. Az animációs játékfilmsorozat zenéjét Mike Shields szerezte. A tévéfilmsorozat a Mattel és a DHX Studios Vancouver gyártásában készült, a Mattel és a DHX Media forgalmazásában jelent meg. Műfaja kalandfilm- és filmvígjáték-sorozat. Kanadában 2018. július 1-jétől a Family Channel vetíti, Magyarországon 2018. december 24-étől a Minimax sugározza.

## Ismertető
```
 Polly egy átlagos lány, aki egy szép napon kap egy medált a nagymamájától.
```

## Szereplők

### Főszereplők
| Szereplő     | Eredeti hang      | Magyar hang   |
| ------------ | ----------------- | ------------- |
| Polly Pocket | Emily Tennant     | Hermann Lilla |
| Lila Draper  | Shannon Chan-Kent | Pekár Adrienn |
| Shani Smith  | Kazumi Evans      | Csuha Bori    |
| Geni         | Ellen Kennedy     | Sági Tímea    |

### Visszatérő szereplők
| Szereplő        | Eredeti hang     | Magyar hang        |
| --------------- | ---------------- | ------------------ |
| Penelope Pocket | Ellen Kennedy    | Farkasinszky Edit  |
| Pierce Pocket   | David A. Kaye    | Szalay Csongor     |
| Mrs. Pocket     | Maryke Hendrikse | Mezei Kitty        |
| Paxton Pocket   | Ian Hanlin       | Berecz Kristóf Uwe |
| Mr. Pocket      | Ian Hanlin       | Seder Gábor        |
| Griselle        | Patricia Drake   | Nádasi Veronika    |
| Melody          | Maryke Hendrikse | Laurinyecz Réka    |
| Gwen            | Rhona Rees       | Berkes Boglárka    |

## Epizódok
| #   | Eredeti cím                  | Magyar cím                    | Rendezte                   | Írta                          | Eredeti premier      | Magyar premier     |
| --- | ---------------------------- | ----------------------------- | -------------------------- | ----------------------------- | -------------------- | ------------------ |
| 1.  | Tiny Power: Part 1           | Apró erő, 1. rész             | Jon Izen és Brent Bouchard | Shea Fontana                  | 2018. július 1.      | 2018. július 1.    |
| 2.  | Tiny Power: Part 2           | Apró erő, 2. rész             | Jon Izen és Brent Bouchard | Shea Fontana                  | 2018. július 1.      | 2018. július 1.    |
| 3.  | Bumpy Ride                   | Rázós futam                   | Jon Izen                   | Shea Fontana                  | 2018. augusztus 5.   | 2018. december 24. |
| 4.  | Doggone Disaster             | Kutyaverte katasztrófa        | Brent Bouchard             | Shea Fontana                  | 2018. augusztus 5.   | 2018. december 24. |
| 5.  | Super Tiny Fly               | Aprócska repülés              | Jon Izen                   | Elise Allen                   | 2018. augusztus 8.   | 2018. december 24. |
| 6.  | Mommy, I Shrunk the Kid      | Anya! Összement a gyerek!     | Brent Bouchard             | Elise Allen                   | 2018. augusztus 9.   | 2018. december 24. |
| 7.  | Sugar Rush                   | Édes löket                    | Brent Bouchard             | Elise Allen                   | 2018. augusztus 17.  | 2018. december 26. |
| 8.  | Mission Ring-possible        | A tökéletes nap               | Jon Izen                   | Mark Purdy és Stu Reid        | 2018. augusztus 19.  | 2018. december 25. |
| 9.  | The Badgering                | Jelvényezés                   | Jon Izen                   | Elise Allen                   | 2018. augusztus 19.  | 2018. december 27. |
| 10. | A Night to Remember: Part 1  | Egy emlékezetes este, 1. rész | Brent Bouchard             | Shea Fontana                  | 2018. augusztus 25.  | 2018. december 27. |
| 11. | A Night to Remember: Part 2  | Egy emlékezetes este, 2. resz | Jon Izen                   | Shea Fontana                  | 2018. augusztus 26.  | 2019. március 23.  |
| 12. | The Con Job                  | A szuper sci-fi találkozó     | Brent Bouchard             | Jacquie Walters és Taylor Cox | 2018. augusztus 13.  | 2018. december 25. |
| 13. | Club Flub                    | Club Flub                     | Jon Izen                   | Mark Purdy és Stu Reid        | 2018. augusztus 15.  | 2018. december 26. |
| 14. | Swimsational                 | Csobbanálatos ötlet           | Brent Bouchard             | Barb Haynes                   | 2018. szeptember 9.  | 2019. március 24.  |
| 15. | Pocket Poltergeist           | Pocket Kopogószellem          | Brent Bouchard             | Jacquie Walters és Tayler Cox | 2018. szeptember 16. | 2019. március 26.  |
| 16. | Short Cuts                   | A rövidebb út                 | Jon Izen                   | Robin Stein                   | 2018. szeptember 23. | 2019. március 27.  |
| 17. | Snowball Effect              | Hógolyó hatás                 | Brent Bouchard             | Mark Purdy és Stu Reid        | 2018. szeptember 30. | 2019. március 28.  |
| 18. | A Little Fright              | Egy kis ijedtség              | Jon Izen                   | Robin Stein                   | 2018. október 7.     | 2019. március 25.  |
| 19. | Socially Awkward             | Közösségi égés                | Jon Izen                   | Mark Purdy és Stu Reid        | 2018. október 14.    | 2019. március 29.  |
| 20. | Brotherly Love               | Testvéri szeretet             | Brent Bouchard             | Barb Haynes                   | 2018. október 21.    | 2019. március 30.  |
| 21. | A Yacht of Problems          | Egy jachtnyi probléma         | Jon Izen                   | Mark Purdy és Stu Reid        | 2018. október 28.    | 2019. március 31.  |
| 22. | Tiny Escape                  | Menekülés zsebméretben        | Brent Bouchard             | Barb Haynes                   | 2018. november 4.    | 2019. április 1.   |
| 23. | Spa Daze                     | Wellness nap                  | Jon Izen                   | Jacquie Walters és Taylor Cox | 2018. november 11.   | 2019. április 2.   |
| 24. | Gwen the Great               | A magabiztos Gwen             | Brent Bouchard             | Corey Powell                  | 2018. november 18.   | 2019. április 3.   |
| 25. | Unlocketing the Past: Part 1 | Feltárul a múlt, 1. rész      | Jon Izen és Brent Bouchard | Shea Fontana                  | 2018. november 24.   | 2019. április 4.   |
| 26. | Unlocketing the Past: Part 2 | Feltárul a múlt, 2. rész      | Jon Izen és Brent Bouchard | Shea Fontana                  | 2018. november 25.   | 2019. április 5.   |